# Sturnira lilium
Sturnira lilium är en fladdermusart som förekommer i Central- och Sydamerika och som beskrevs 1810 av E. Geoffroy. Arten ingår i släktet Sturnira och familjen bladnäsor.

## Systematik och utbredning
Arten förekommer i Central- och Sydamerika från Mexiko till Uruguay och norra Argentina. Den hittas även på Små Antillerna. Inga underarter finns listade i Catalogue of Life. Wilson & Reeder (2005) skiljer mellan 8 underarter.

## Utseende
Sturnira lilium blir 48–69 mm lång och saknar svans. Underarmarna blir 38–47 mm långa och vikten är 14–26 g. Pälsens är på ovansidan orangebrun till gråbrun och på undersidan förekommer ljusare päls i samma färg. Dessutom har den ljusare päls på axlarna. Även bakbenen, med undantag av fötterna är glest täckta med hår.

## Ekologi
Sturnira lilium vistas vanligen i låglandet och i lägre bergstrakter upp till 800 meter över havet. I undantagsfall når den 1600 meter över havet. Habitatet varierar mellan fuktiga och torra skogar och dessutom besöks andra områden med träd.
Denna fladdermus föredrar frukter från potatisväxtfamiljen (Solanaceae) vilket skiljer den från andra arter inom samma släkte. Honorna får ofta två kullar per år, med vardera en unge. Det finns starka indikationer att de återigen parar sig kort efter ungarnas födelse. På hanarnas axlar finns en doftkörtel som utsöndrar ett sekretet med tydlig stark kryddig lukt som troligen är viktig under parningstiden.

## Status och hot
IUCN kategoriserar arten globalt som livskraftig.